# ФК Београдски спорт клуб
Београдски спорт клуб (БСК) био је српски и југословенски фудбалски клуб из Београда. Основали су га 1911. бивши играчи Српског мача, после распада клуба.

## Почеци
Клуб је основан 6. јула 1911. када је одржана је оснивачка скупштина и изабрана управа (председник Андре Јовић, потпредседници Данило Стојановић и Јеврем Пантелић и секретар Душан Милошевић). Прва правила клуба потврђена су 1. септембра 1911. Прво БСК-ово игралиште на тадашњем Тркалишту, месту где су данас технички факултети и хотел Метропол, је уз залагање чланова клуба уређено и припремљено за утакмице. Прву утакмицу БСК је одиграо 13. октобра 1911. са крагујевачком Шумадијом и победио 8:1. Међу првим играчима био је и Милош Екерт који је до тада играо за Српски мач, он је предложио име Београдски спортски клуб, а био је и благајник клуба.

## Нови стадион
Због градње техничких факултета клуб је морао да напусти стадион на Тркалишту и да пређе на Топчидерско брдо. БСК је на том месту 1929. године подигао модеран стадион са трибинама за око 30.000 гледалаца. Трава и рефлектори су постављени маја 1935. БСК-ов стадион је између два светска рата важио за највећи и најмодернији стадион на Балкану. Тај део града се пре рата називао Спортски Крај. На месту стадиона БСК, после Другог светског рата подигнут је стадион Партизана.

## Првенство Југославије
У то време највећи градски ривал БСК је била СК Југославија, која је свој стадион направила нешто ниже, тамо где је данас стадион Црвене звезде. Највећи ривали у домаћем првенству су поред СК Југославије били загребачки клубови ХАШК, Конкордија и Грађански, те сплитски Хајдук. Ови клубови су заједно са БСК-ом били сви прваци државе између 1923. и 1940. године у периоду када је одиграно 17 фудбалских првенстава у Краљевини Југославији. БСК је у том периоду освојио пет титула. БСК је био равноправан играјући и углавном побеђујући у пријатељским утакмицама и најпознатије европске клубове.

## Познати играчи
Осам играча из екипе БСК чинило је окосницу фудбалске репрезентације Југославије која је играла у полуфиналу у Уругвају 1930. године. Међу најпознатијим фудбалерима тога доба у БСК су били Благоје Марјановић, Александар Тирнанић, Милорад Арсенијевић, Ђорђе Вујадиновић, Иван Бек, Драгослав Михајловић и други. Једна од најпознатијих личности из БСК и један од оснивача и дугогодишњи руководилац клуба је био Др Михаило Андрејевић, највећи фудбалски ауторитет ових крајева, који је постигао светско признање, јер је био један од најцењенијих фудбалских радника у Светској фудбалској федерацији и члан Извршног комитета ФИФА скоро пуне четири деценије.
На Мондијалу 1930. БСК је могао да се поноси и чињеницом да је поред доприноса југословенској репрезентацији са осам фудбалера, такође имао и доскорашњег саиграча, Рудолфа Вецера, као капитена и звезду друге европске учеснице, репрезентације Румуније. У време када су црвени доминирали, плави су 1924. године одлучили да ангажују два интернационалца из Румуније, тада већ репрезентативца Вецера из Униреје и голмана Дежу Лакија из букурештанског Јувентуса. Са потписаним уговором са БСК-ом, да примају плату да се искључиво баве фудбалом, њих двојица су постали први професионални фудбалери у БЛП-у у историји.
Капитен предратне репрезентације, Милутин Ивковић, после окупације Југославије, 1941. године, сарађивао је са народноослободилачким покретом. Због своје повезаности са радничким покретом и Комунистичком партијом више пута је хапшен и прогањан. На фудбалском терену се последњи пут појавио 6. маја 1943, на молбу својих другова, приликом прославе 40 година постојања БАСК-а. Недуго после тога, 24. маја 1943. у 23:45 је ухапшен од стране Гестапоа и затворен у логору на Бањици. Стрељан је наредног јутра у Јајинцима због „комунистичке делатности“. Био је ожењен Елом, ћерком адвоката Фридриха Попса, имали су двоје деце.
За БСК су играли: Мркушић — Стојиљковић (Ј. Николић), Шијачић — Манола, Драгићевић, Јовановић — Глишовић, Ваљаревић, Божовић, М. Николић (Спасојевић) и Хорватиновић, а за Југославију: Ловрић — Анђелковић, Шплајт — Дифранко, Броћић, Ћирић — Савић, Атанацковић, Петровић, Дреновац и Стевков.
Двадесетог октобра 1944. Београд је видео Немцима леђа. Два месеца после тога БСК се први пут помиње у штампи — заказао је клупску конференцију за 21. децембар ради избора радног одбора клуба. Већ наредне године два најтрофејнија и најуспешнија фудбалска клуба са почетка 20. века у Србији, БСК и СК Југославија, одлуком нових комунистичких власти престају да постоје, а са формирањем крећу: ФК Партизан и ФК Црвена звезда.

## Након рата
БСК је после Другог светског рата забрањен наставак рада, јер је тада врх нове комунистичке власти проценио да тај клуб у себи носи предратни грађански дух и да је буржоаског карактера. Стадион су нове власти предале Југословенској народној армији, која потом оснива Партизан и на истом месту пар година касније гради Стадион ЈНА.

## ОФК Београд
Од 90-их година 20. века ОФК Београд се позива на традицију, годину оснивања, историју и титуле БСК иако је БСК угашен пар месеци након оснивања Металца како се звао ОФК Београд у време оснивања. ОФК Београд је до 1957. година имао исте боје дресова као предратни БСК (тамноплаво—светлоплава комбинација), имао доста сличан грб и носио његово име — БСК (1950—1957) све до промене у данашње име. Цела збрка је настала јер је високи државни комунистички функционер Владимир Дедијер из чисте жеље као предратни навијач БСК-а покушао да га ревитализује тако што је извршио прво фузију Металца и ФД Београда а потом дао име БСК и променио боје дресова. Збрка је можда настала и из комунистичке климе која је била тада када су у немогућности да нађу клуб за себе предратни играчи и функционера БСК-а се усталили у Металцу покушавајући да ревитализују успомене (нпр. Моша Марјановић или Микица Арсенијевић) и са одушевљењем прихватили Дедијеров потез.

## Успеси
| Такмичење                       | Такмичење                | Број                     | Година                                                |                          |                          |
| Национално првенство - 5        | Национално првенство - 5 | Национално првенство - 5 | Национално првенство - 5                              | Национално првенство - 5 | Национално првенство - 5 |
| ------------------------------- | ------------------------ | ------------------------ | ----------------------------------------------------- | ------------------------ | ------------------------ |
| Првенство Краљевине Југославије | Првак                    | 5                        | 1930/31, 1932/33, 1934/35, 1935/36, 1938/39.          |                          |                          |
| Првенство Краљевине Југославије | Други                    | 4                        | 1927, 1929, 1937/38, 1939/40.                         |                          |                          |
| Национални куп - 1              |                          |                          |                                                       |                          |                          |
| Куп Краљевине Југославије       | Победник                 | 1                        | 1934.                                                 |                          |                          |
| Куп Краљевине Југославије       | Финалиста                | 0                        | /                                                     |                          |                          |
| Остала национална такмичења     |                          |                          |                                                       |                          |                          |
| Првенство Београдског подсавеза | Првак                    | 6                        | 1920, 1921, 1926/27, 1928/29, 1929/30, 1933/34.       |                          |                          |
| Првенство Београдског подсавеза | Други                    | 6                        | 1922/23, 1923/24, 1924/25, 1925/26, 1927/28, 1931/32. |                          |                          |
| Првенство Србије (1939—1944)    | Првак                    | 4                        | 1939/40, 1940/41, 1942/43, 1943/44.                   |                          |                          |
| Првенство Србије (1939—1944)    | Други                    | 1                        | 1941/42.                                              |                          |                          |
| Континентална такмичења         |                          |                          |                                                       |                          |                          |
| Митропа куп                     | Победник                 | 0                        | /                                                     |                          |                          |
| Митропа куп                     | Финалиста                | 0                        | /                                                     |                          |                          |
| Митропа куп                     | Полуфинале               | 2                        | 1939, 1940.                                           |                          |                          |